# Juan Morales Rubio
Juan Morales Rubio   (Cieza, 6 de febrer de 1920 - Múrcia, 4 de gener de 2002) fou un futbolista espanyol de la dècada de 1940.
Jugava a la posició de davanter centre. Era lent de moviments però bon rematador de cap.
Va ser jugador del Cieza CF i de l'Imperial de Múrcia, de la seva regió natal entre 1935 i 1943. El 1943 marxà a Mallorca, on fou jugador del CE Espanya de Llucmajor i el RCD Mallorca.
El març de 1945 va ser fitxat pel RCD Espanyol, on jugà temporada i mitja, disputant 14 partits oficials i marcant 4 gols. Continuà la seva carrera al Granada CF (1946-50), Reial Saragossa (1950-52) i UD Salamanca (1952-53).